# Милица Нинковић
Милица Нинковић (Нови Сад, 30. јануар 1854 — Крагујевац, 18. новембар 1881) била је српска феминисткиња, педагог и преводилац и прва жена социјалиста у Србији.

## Биографија
Рођена је 1854. године у Новом Саду, где је одрасла, завршила основну, а потом и Девојачку школу. Имала је сестру Анку Нинковић, која се као и Милица борила за право жена и била заговорница социјалистичких идеја, брата Душана, а мајка јој је звала Јелисавета и била је из Елемира.
Још као изузетно млада, Милица је била активна у Уједињеној омладини српској, а посебно се истицала и одушевљавала социјалистичким идејама Светозара Марковића кога је упознала када је имала 16. година, који је као политички емигрант боравио у Новом Саду и био кућни учитељ Милице.
 Иако је Миличин отац био изразити конзервативац, а мајка Јелисавета патријахална жена, васпитања у духу православља, Светозар Марковић, који се сматра оснивачем социјалистичког покрета у Србији, постао је њихов породични пријатељ.

## Образовање
На наговор Светозара Марковића, после завршене средње школе, Милица је наставила школовање и заједно са сестром Анком Нинковић, уписала Педагошки факултет у Цириху, који је студирала од 1872 - 1874. године. Током боравка у Цириху, поред студирања, Милица је била на предавањима и дискусијама о политичким, социјалних и економских темама, које је обрађивала и слала их Светозару Марковићу, а он их је објављивао у свом листу Застава.
У то време, београдска штампа је отворено тражила да се студенти из Цириха врате у своје домове, јер је тај град у то доба називан и европски центар социјализма. Ипак, Милица је остала у Цириху, где је поред педагогије учила књижевност, уметност, историју и језике и тако желела да се што боље припреми за каријеру наставнице. Поред матерњег српског, говорила је немачки, фрацуски и руски језик, а служила се енглеским и италијанским језиком.

## Активизам
Након завршетка факултета, у августу 1874. године, Милица се враћа у Србију и одлази у посету Светозару Марковићу, који је тада био у пожаревачком затвору. Марковић, свестан образовања Милице, посаветовао је да отвори женску школу и дао им упутства и причао о методама васпитања девојака.
И овог пута, на сугестију Марковића, Милица и њена сестра Анка поднеле су захтев за отварање женске школе у Крагујевцу, који је одбијен од стране Министарсва просвете.
Након неког времена, на место министра просвете дошао је научник Стојан Новаковић, који се сматрао либералнијим и толерантнијим од његовог претходника Николе Христића и већине политичара тог времена.
Након другог захтева, уз помоћ сестре Анке, Милица је отворила Женску школу у Крагујевцу, међутим после кратког времена, нова Влада је обуставила рад школе, а Милицу означила као политички сумњиву особу и комунисту.
Заједно са својом сестром Анком, Милица је у пратњи полиције спроведена из Крагујевца у Београд, где им је полиција саопштила да обе морају да напусте државу, јер су сматране страним држављанкама.
 Да би остала у Србији, Милица је склопила фиктиван брак са Пером Тодоровићем, једним од оснивача и вођом Народне радикалне странке.
Након удаје, Милица се враћа у Крагујевац и постаје изузетно популарна у том граду, због свог политичког деловања. У то време, супругу Пери Тодоровићу помагала је око уређивања листа Српско ослобођење.
Милица се читавог живота у Србији борила за право жена, против неправде коју је осетила и на својој кожи, а највише се залагала за права школовања жена.
 Када је имала 22. године, за време првог српско-турског рата, добровољно је учествовала негујући рањенике по болницама широм Србије, 1876. и 1877. године. Након рата, радила је за британско посланство у Београду, да би након неког времена њен супруг емигрирао је у Нови Сад, а Милица му се придружила.
 Милица успева да преко лекарке из Русије, коју је упознала током студирања, добије стипендију за Медицински факултет у Петровграду, где одлази 1878. године. Иако је због урушеног здравља прекинула студирање, уз помоћ пријатељица наставила је своје студије медицине у Цириху, где је студирала и педагогију неколико година раније. Милица се поново разболела, па је због лошег здравственог стања напустила студије медицине и вратила се у Нови Сад. У Србији није дуго боравила, напустила ју је и отишла у Париз, заједно са својим мужем који је прогнан из земље. 
Након што је државник Јован Ристић изгубио власт, сви политички изганици у Србији су добили помиловање, па се Милица заједно са својим супругом вратила у отаџбину. Када се вратила у Србију, основала је једну од првих феминистичких организација у Новом Саду, 1880. године.
Милица се бавила и преводилачким послом. Са француског на српски језик превела је неколико књига, а међу њима и књигу Историја једног злочина, Виктора Игоа, док је са српског на руски језик превела дело Србија на Истоку, Светозара Марковића. Са српског на немачки језик превела је расправу свог супруга Пере Тодоровића, Уништење естетике/.

## Смрт
Преминула је од туберкулозе у 27. години живота, 18. новембра 1881. године, у дому своје сестре Анке у Крагујевцу/ Милица Нинковић се сматра првом женом која је учествовала у организовању и пропагирању социјалистичког покрета.
У Новом Саду постоји Улица Сестара Нинковић, посвећена Милици и Анки Нинковић, а у Крагујевцу зграда медицинске школе носи исто име.